# ادوين فيتش نورثرب
ادوين فيتش نورثرب (بالإنجليزية: Edwin Fitch Northrup)‏ (و. 1866 – 1940 م) هو فيزيائي، وروائي، وأستاذ جامعي، وكاتب خيال علمي من الولايات المتحدة الأمريكية . ولد في سيراكيوز (نيويورك) .

## مناصب وهيئات
أدار جامعة برنستون.

## جوائز
حصل على جوائز منها:
- وسام إليوت كريسون  [لغات أخرى]‏.